# Метью Верн
Метью Верн (англ. Matthew Wearn, нар. 30 вересня 1995) — австралійський яхтсмен, олімпійський чемпіон 2020 року.

## Виступи на Олімпіадах
| Олімпіада  | Дисципліна | Місце |
| ---------- | ---------- | ----- |
| Токіо 2020 | Лазер      | 1     |
| Париж 2024 | Лазер      | 1     |

## Зовнішні посилання
- Метью Верн на сайті World Sailing